# Karolinska förbundet
Der Karolinska förbundet ist ein schwedischer geschichtswissenschaftlicher Verein, der sich besonders mit der Zeit von König Karl XII., aber auch der von Karl X. Gustav und Karl XI. befasst (also der Zeit 1654 bis 1718). Er wurde 1910 gegründet und gibt seitdem ein Jahrbuch heraus, das Karolinska Förbundets Årsbok (KFÅ oder KFA). Erster Herausgeber des Jahrbuchs war bis 1922 Arthur Stille, ein Experte für Karl XII. Schwerpunkt war anfangs die Militärgeschichte, später aber auch dem Wandel der Schwerpunkte der Geschichtswissenschaften entsprechend breiter gestreute Aspekte wie Sozialgeschichte.